# Антон-Чико (Нью-Мексико)
Антон-Чико (англ. Anton Chico) — переписна місцевість (CDP) в США, в окрузі Гвадалупе штату Нью-Мексико. Населення — 161 особа (2020).

## Географія
Антон-Чико розташований за координатами 35°11′42″ пн. ш. 105°8′38″ зх. д. / 35.19500° пн. ш. 105.14389° зх. д. (35.194866, -105.143895).  За даними Бюро перепису населення США в 2010 році переписна місцевість мала площу 4,62 км², уся площа — суходіл.

### Клімат
| Клімат : Антон-Чико         | Клімат : Антон-Чико | Клімат : Антон-Чико | Клімат : Антон-Чико | Клімат : Антон-Чико | Клімат : Антон-Чико | Клімат : Антон-Чико | Клімат : Антон-Чико | Клімат : Антон-Чико | Клімат : Антон-Чико | Клімат : Антон-Чико | Клімат : Антон-Чико | Клімат : Антон-Чико | Клімат : Антон-Чико |
| Показник                    | Січ.                | Лют.                | Бер.                | Квіт.               | Трав.               | Черв.               | Лип.                | Серп.               | Вер.                | Жовт.               | Лист.               | Груд.               | Рік                 |
| Середній максимум, °C       | 11,7                | 13,9                | 17,8                | 22,2                | 26,7                | 31,7                | 32,8                | 31,7                | 28,3                | 22,8                | 16,1                | 11,7                | 22,3                |
| Середня температура, °C     | 3,1                 | 4,7                 | 8,3                 | 12,2                | 16,9                | 21,9                | 23,9                | 23,1                | 19,4                | 13,3                | 7,2                 | 3,1                 | 13,1                |
| Середній мінімум, °C        | −5,6                | −4,4                | −1,1                | 2,2                 | 7,2                 | 12,2                | 15,0                | 14,4                | 10,6                | 3,9                 | −1,7                | −5,6                | 3,9                 |
| Норма опадів, мм            | 15                  | 13                  | 18                  | 20                  | 33                  | 41                  | 66                  | 66                  | 48                  | 30                  | 18                  | 20                  | 389                 |
| --------------------------- | ------------------- | ------------------- | ------------------- | ------------------- | ------------------- | ------------------- | ------------------- | ------------------- | ------------------- | ------------------- | ------------------- | ------------------- | ------------------- |
| Джерело: "Anton Chico, NM," |                     |                     |                     |                     |                     |                     |                     |                     |                     |                     |                     |                     |                     |

## Демографія
Згідно з переписом 2010 року, у переписній місцевості мешкало 188 осіб у 76 домогосподарствах у складі 51 родини. Густота населення становила 41 особа/км².  Було 118 помешкань (26/км²).
Расовий склад населення:
| - 61,2 % — білих - 3,7 % — корінних американців - 2,7 % — азіатів - 29,3 % — осіб інших рас |

До двох чи більше рас належало 3,2 %. Частка іспаномовних становила 88,8 % від усіх жителів.
За віковим діапазоном населення розподілялося таким чином: 25,5 % — особи молодші 18 років, 55,4 % — особи у віці 18—64 років, 19,1 % — особи у віці 65 років та старші. Медіана віку мешканця становила 43,8 року. На 100 осіб жіночої статі у переписній місцевості припадало 116,1 чоловіків;  на 100 жінок у віці від 18 років та старших — 125,8 чоловіків також старших 18 років.
Цивільне працевлаштоване населення становило 0 осіб. 